# Droga wojewódzka nr 941
Droga wojewódzka nr 941 – droga wojewódzka klasy GP o długości 33 km, położona w południowej Polsce, w województwie śląskim w powiecie cieszyńskim. Łączy Harbutowice z Istebną.
Droga jest potocznie nazywana Wiślanką.

## Miejscowości leżące przy trasie DW941
- Harbutowice (S52, DK81)
- Ustroń
- Wisła (DW942)
- Istebna (DW943)